# Новодобрянка
Новодобря́нка — село в Україні, у Добровеличківській селищній громаді Новоукраїнського району Кіровоградської області. Населення становить 147 осіб.

## Населення
Згідно з переписом УРСР 1989 року чисельність наявного населення села становила 166 осіб, з яких 72 чоловіки та 94 жінки.
За переписом населення України 2001 року в селі мешкало 147 осіб.

### Мова
Розподіл населення за рідною мовою за даними перепису 2001 року:
| Мова       | Відсоток |
| ---------- | -------- |
| українська | 96,60 %  |
| російська  | 3,40 %   |